# 松中昭一
松中 昭一（まつなか しょういち、1927年9月8日 - 2014年3月20日）は、日本の農学者。
三重県出身。大阪大学工学部発酵工学科卒、同大学院博士課程満期退学、1961年東京大学農学博士。農林省農業技術研究所技官、生理遺伝部生理第1科生理第6研究室長、所長、1978年神戸大学農学部教授、1991年定年退官、名誉教授、関西大学工学部教授。1988-1989年日本雑草学会会長。日本農薬学会会長、日本学術会議会員。日本農薬学会業績賞（1978年）、アメリカ雑草学会名誉賞（1983年）、日本農学賞（1988年）、科学技術庁長官賞（1997年）、1998年紫綬褒章受勲。 

## 著書
- 『指標生物 環境汚染を啓示する』講談社 1975
- 『植物毒理学入門』東京大学出版会 1976
- 『新農薬学 21世紀農業における農薬の新使命』ソフトサイエンス社 1998
- 『農学にかける夢 ある工学士の七十年』学会出版センター 1998
- 『きらわれものの草の話 雑草と人間』岩波ジュニア新書 1999
- 『農薬のおはなし』日本規格協会 2000
- 『日本における農薬の歴史』学会出版センター 2002
- 『町医者森田功の生涯』東京図書出版会 2003

### 共著編
- 『雑草防除大要』植木邦和共著 養賢堂 1972
- 『図説環境汚染と指標生物』編 朝倉書店 1979
- 『バイオテクノロジー』新家竜共編 朝倉書店 新農学シリーズ 1988

翻訳
- ウェブスター『植物の窒素代謝』田中房江,飯塚宏栄共訳 岩波書店 現代科学選書 1963

## 論文
- <松中正一